# Fernando de Argüello
Fernando de Argüello fue un soldado español que sirvió como gobernador de Nuevo México, entre 1644 y 1647.

## Carrera
Se unió al ejército español en su juventud y finalmente se convirtió en capitán.
Fue nombrado Gobernador de Santa Fe de Nuevo México el 6 de diciembre de 1644.
Durante su administración se formó una conspiración por parte del pueblo jémez. y advertido de una posible revuelta conjunta de los pueblos jémez y apache, ya que ambos aparentemente estaban pensando en rebelarse debido a los asentamientos españoles en Nuevo México y los abusos franciscanos contra ellos. Después de la revuelta, Arguello ahorcó a veintinueve jémez por traición y alianza con los apaches, y otros cuarenta nativos americanos fueron azotados y encarcelados.
Sin embargo, el 4 de mayo de 1647, Carvajal fue enviado a la Ciudad de México y encarcelado por delitos contra la Corona. Sin embargo, Argüello huyó a algún lugar cercano a Hidalgo del Parral (en el actual estado de Chihuahua, México). Todas las propiedades que tenía fueron confiscadas y destruidas y la Corona Española envió otra fuerza militar a Santa Fe desde la Ciudad de México, que nombró en su lugar a Luis de Guzmán y Figueroa para reemplazarlo como gobernador de Nuevo México.
| Predecesor: Alonso de Pacheco de Herédia | 13º Gobernador de Nuevo México 6 de diciembre de 1644 al 4 de mayo de 1647 | Sucesor: Luis de Guzmán y Figueroa |